# Fábio Deivson Lopes Maciel
Fábio Deivson Lopes Maciel (Nobres, 30 de setembro de 1980) é um futebolista brasileiro que atua como goleiro. Atualmente joga no Fluminense.
Um dos maiores ídolos da história do Cruzeiro, considerado por alguns o maior, Fábio é o jogador que mais atuou pela equipe celeste, com mais de 900 jogos disputados, marca alcançada ao fim da temporada 2020–21. Bicampeão brasileiro consecutivo com o clube em 2013 e 2014, além de bicampeão da Copa do Brasil em 2017 e 2018, o goleiro também é o jogador com mais partidas jogadas e sem sofrer gols na história do Campeonato Brasileiro. Em 2010 e 2013, ficou com o prêmio de melhor goleiro do Brasileirão. Também foi eleito em cinco oportunidades (2006, 2008, 2010, 2013 e 2014) como o melhor jogador do futebol mineiro. Além disso, acumula diversas premiações importantes vestindo a camisa da Raposa.
Pela Copa Libertadores da América, o goleiro é o atleta brasileiro com mais partidas disputadas, sendo o terceiro com mais jogos na história da competição.
No ano de 2023, atuando pelo Fluminense, Fábio ultrapassou Rogério Ceni e tornou-se o 3º jogador com mais partidas oficiais na história do futebol, atrás apenas dos ingleses Paul Bastock e Peter Shilton. Pelo Flu, onde também virou ídolo, o goleiro conquistou duas edições da Taça Guanabara (2022 e 2023), duas edições do Campeonato Carioca (2022 e 2023), além da Libertadores de 2023, título inédito para o time tricolor, e da Recopa Sul-Americana de 2024.
Em agosto de 2025, Fábio se tornou o jogador de futebol com mais jogos na história, com 1.391 jogos disputados, ultrapassando o inglês Peter Shilton.

## Infância e juventude
Fábio nasceu no Mato Grosso, na cidade de Nobres, a 142 km da capital Cuiabá, onde viveu até os 11 anos. De Maracaju, ele e sua família seguiram para Aparecida do Taboado, no Mato Grosso do Sul, devido a uma transferência de trabalho do seu pai. Na sua infância, os colegas de classe o sugeriram a buscar uma vaga na equipe da cidade. Enquanto morava no Mato Grosso do Sul, Fábio não tinha muito acesso ao futebol, com a televisão geralmente transmitindo uma partida por semana. Os poucos goleiros que conseguia ver, como Taffarel, Zetti, Dida, e Gilmar, viraram influências em seu estilo de jogo.

## Carreira

### Início
O primeiro time profissional de Fábio foi o União Bandeirante, do Paraná, onde iniciou sua carreira no ano de 1997. Depois o arqueiro passou pelo Atlético Paranaense, pela qual conquistou o Campeonato Paranaense de 1998.
Em 1999, aos 19 anos, Fábio foi emprestado ao Cruzeiro, onde finalmente foi alçado ao time principal, fazendo sua estreia num jogo contra o Universal-RJ, no dia 4 de março de 2000. O jogador permaneceu na Raposa por mais um ano, sendo reserva de André e conquistando o título da Copa do Brasil de 2000. Ao final do empréstimo, retornou ao União ainda em 2000 e logo foi para o Vasco da Gama.

### Vasco da Gama
Fábio permaneceu entre 2000 e 2004 no Vasco, se tornando titular absoluto da equipe em 2002, após a saída de Helton, e fez parte das conquistas da Copa João Havelange e da Copa Mercosul em 2000, além do Campeonato Carioca em 2003.
Em 2005, após algumas convocações para a Seleção Brasileira, o presidente vascaíno Eurico Miranda acusou Fábio de não ter se reapresentado ao time. Bloqueado de jogar no Vasco e impedido pelo regulamento de assinar com outra equipe, Fábio ficou quatro meses parado e no meio tempo processou o Vasco na Justiça do Trabalho. Durante o período, negociou seu retorno para o Cruzeiro.

### Cruzeiro

#### 2005
Fábio reestreou no Cruzeiro em 2005, sob o comando do técnico Levir Culpi. Apesar de precisar voltar à forma após o período parado, voltou a ter boas atuações e já no ano seguinte voltou a ser convocado para a Seleção Brasileira.

#### 2006
Em 2006 conquistou com o Cruzeiro o título do Campeonato Mineiro e foi destaque do Troféu Telê Santana promovido pela TV Alterosa como o melhor jogador de Minas Gerais.

#### 2007
Viveu ano complicado, marcado por uma lesão e pelo polêmico gol sofrido enquanto estava de costas para o campo de jogo, por ocasião de retirar a bola de dentro das redes após gol sofrido há poucos segundos na goleada diante do Atlético Mineiro, em partida válida pela final estadual. Ainda assim, o arqueiro deu a volta por cima no segundo semestre, voltando aos gramados no dia 14 de julho, na vitória do Cruzeiro por 2 a 1 contra o Goiás, em jogo válido pelo Campeonato Brasileiro.

#### 2008
Em 2008, voltou a ganhar o título estadual e mais uma vez o Troféu Telê Santana de melhor jogador de Minas Gerais.

#### 2009
No ano de 2009, Fábio conquistou o Torneio de Verão no Uruguai, e pela terceira vez o título do Campeonato Mineiro. Além disso, foi vice-campeão da Copa Libertadores da América — o Cruzeiro foi superado pelo Estudiantes.

#### 2010
Em 2010, no dia 2 de junho, Fábio entrou para a história do Mineirão, tornando-se o terceiro goleiro a gravar suas mãos na Calçada da Fama do estádio. Em novembro o jogador manifestou a sua satisfação em jogar pela equipe:
| “ | Hoje não trocaria o Cruzeiro por nenhum outro clube do Brasil e até mesmo do exterior. | ” |

Em 6 de dezembro, após conquistar com o Cruzeiro a segunda colocação no Campeonato Brasileiro, Fábio foi laureado com o prêmio Bola de Prata de melhor goleiro da competição, concedido pela revista Placar; conquistou o Prêmio Craque do Brasileirão de melhor goleiro do campeonato, concedido pela CBF; e foi eleito o melhor jogador de Minas Gerais no Troféu Telê Santana, promovido pela TV Alterosa; neste mesmo ano o goleiro foi o 10º melhor goleiro do mundo e conseguiu o feito de ser o segundo goleiro brasileiro a entrar ao top 10 de melhores goleiros do mundo.

#### 2011
No dia 8 de fevereiro, Fábio renovou o contrato com o Cruzeiro até 2015. No dia 2 de março, o goleiro defendeu pela décima primeira vez um pênalti na Copa Libertadores da América, em jogo válido contra o Deportes Tolima, da Colômbia, garantindo o empate sem gols, fora de casa em uma partida bastante disputada. No dia 27 de julho, contra o Atlético Goianiense, Fábio completou 400 jogos pela equipe do Cruzeiro, em partida válida pelo Campeonato Brasileiro.

#### 2012
Em 7 de fevereiro, Fábio foi eleito o camisa 1 do Troféu Telê Santana de 2011. Com a premiação o atleta se isolou como recordista, com nove troféus em onze participações.

#### 2013
No dia 19 de maio, Fábio consolidou a carreira em emocionante partida pela final do Campeonato Mineiro, com duas defesas históricas, que garantiram a vitória do Cruzeiro contra o arquirrival, e o tornaram o melhor jogador em campo na partida. Já no dia 5 de junho, após duas rodadas seguidas sem sua equipe vencer pelo Campeonato Brasileiro, o goleiro fez quatro boas defesas e parou o atacante Alexandre Pato no jogo contra o Corinthians, em partida vencida pela sua equipe por 1–0, com gol de pênalti de Dagoberto. No jogo da rodada seguinte, sofreu dois gols no empate com o Internacional por 2–2 em 8 de junho. Já no dia 5 de julho, num empate em 1–1 contra a Portuguesa, Fábio completou a marca de incríveis 500 partidas pelo Cruzeiro.
Sagrou-se campeão brasileiro no dia 13 de novembro, com quatro rodadas de antecedência, após um triunfo por 3–1 contra o Vitória. O goleiro atuou de maneira decisiva, fazendo defesas importantes e impedindo a reação do adversário. Durante entrevista coletiva realizada após o jogo, Ney Franco, técnico da equipe baiana, chegou a apontar Fábio como o melhor jogador da partida. No mesmo dia, no programa Jogo Limpo com André Plihal, da ESPN, o ex-goleiro Gilmar Rinaldi havia apontado Fábio como o melhor goleiro do Brasil no momento. Esse "título" foi oficializado no dia 9 de dezembro, quando ganhou pela segunda vez o prêmio Bola de Prata como melhor jogador na posição, atuando pelo Campeonato Brasileiro.

#### 2014
No dia 7 de agosto, em entrevista coletiva, Fábio revelou seus planos para encerrar sua carreira em abril de 2016, quando seu contrato com o time mineiro terminava. Na partida do dia 7 de novembro contra o Criciúma, pelo Campeonato Brasileiro, Fábio completou 600 jogos com a camisa do Cruzeiro.
No dia 23 de novembro, sagrou-se campeão brasileiro após a vitória do Cruzeiro sobre o Goiás por 2 a 1, com duas rodadas de antecedência. Também bateu o recorde da competição (com o time) ao terminar o campeonato com 80 pontos, superando o recorde que pertencia ao São Paulo, que em 2008 terminou o campeonato com 78 pontos.

#### 2016
Atingiu a marca de 700 jogos disputados pelo Cruzeiro no dia 17 de julho de 2016, no jogo contra o Fluminense.
No dia 14 de agosto de 2016, durante o empate por 2–2 contra o Coritiba, em partida válida pela vigésima rodada do Campeonato Brasileiro, Fábio sofreu uma torção no joelho em um lance com o atacante turco Kazim, aos nove minutos do primeiro tempo. O goleiro preferiu permanecer em campo, mas pediu substituição pouco depois de sofrer o segundo gol, sendo substituído por Lucas França. No lance, Fábio não conseguiu saltar para tentar a defesa e a bola acabou entrando no ângulo esquerdo. Os exames detectaram uma ruptura no ligamento cruzado anterior do joelho direito. Após passar por uma cirurgia, o jogador ficou o resto da temporada afastado.

#### 2017
No dia 4 de janeiro, Fábio retornou aos trabalhos, cinco dias antes da reapresentação da equipe, para a fase final de recuperação do tratamento no joelho direito. Segundo o fisioterapeuta Charles Costa, o jogador estava "evoluindo muito bem" e a perna lesionada apresentava um bom rendimento em níveis de força, amplitude, movimentos e flexibilidade. O jogador realizou atividades funcionais, que envolvem o gesto esportivo e movimentos específicos da posição. No dia 13 de março, participou de um treino com a equipe sub-20 do Cruzeiro.
No dia 9 de abril, após oito meses afastado, Fábio retornou aos gramados em partida contra o Democrata, válida pelo Campeonato Mineiro. Com a ascensão de Rafael como substituto de Fábio, a vaga de goleiro titular passou a ser disputada entre os dois atletas. No início do Campeonato Brasileiro, no entanto, Fábio retomou a posição de titular, em partida contra o São Paulo.
Em 23 de agosto, Fábio teve participação crucial na classificação do Cruzeiro à final da Copa do Brasil. O Cruzeiro venceu o Grêmio por 1–0 no tempo normal, placar que levou a partida para a decisão por pênaltis, já que a equipe gaúcha tinha vencido a primeira partida pelo mesmo placar. Fábio salvou um pênalti decisivo e o Cruzeiro avançou para a final.
No dia 27 de setembro, no último jogo da final contra o Flamengo, Fábio defendeu um pênalti e garantiu o título de campeão da Copa do Brasil, no Mineirão.

#### 2018
Em 8 de abril, contra o Atlético Mineiro, o Cruzeiro se impôs no jogo, fez valer o mando de campo e marcou os dois gols necessários para ser campeão do Campeonato Mineiro pela 37ª vez na história. Balançou a rede logo aos três minutos do primeiro tempo, com Arrascaeta. Com um sistema defensivo sólido, Fábio quase não sofreu sustos. O gol do título saiu dos pés de Thiago Neves, no início da etapa final, após cruzamento de Robinho. A partir daí, foi segurar o resultado e esperar o apito do árbitro para erguer a taça.
No dia 15 de agosto, Fábio atingiu a marca de 24 defesas em cobranças de pênaltis. Esse número foi alcançado após o jogo de volta contra o Santos, pelas quartas de final da Copa do Brasil, quando o goleiro defendeu todas as três cobranças da equipe santista, garantindo a classificação do Cruzeiro para a semifinal da competição.
Em 17 de outubro, Fábio conquistou sua terceira Copa do Brasil pelo Cruzeiro, ao vencer o Corinthians por 2–1, na Arena Corinthians. Quatro dias depois, na vitória sobre a Chapecoense por 3–0, no Estádio Independência, o goleiro completou 800 jogos pelo Cruzeiro.

#### Saída
Em janeiro de 2022, Fábio anunciou, via Instagram, que não chegou a um acordo com a nova gestão para a renovação de seu contrato. O goleiro despediu-se do Cruzeiro com 976 jogos disputados e doze títulos conquistados.

### Fluminense
O Fluminense anunciou a contratação de Fábio em 19 de janeiro de 2022, com um contrato de uma temporada. No dia 2 de abril, após o empate por 1–1 contra o Flamengo, o goleiro, que foi decisivo nos dois jogos da final com defesas importantes, sagrou-se campeão do Campeonato Carioca, título que o clube não conquistava há dez anos.
Tendo sido campeão na edição anterior, Fábio voltou a conquistar a Taça Guanabara no dia 8 de março de 2023, sendo titular no triunfo por 2–1 contra o Flamengo, de virada, em jogo realizado no Maracanã. Já no dia 9 de abril, após mais uma vitória contra o rival Flamengo, dessa vez uma goleada por 4–1, o Fluminense de Fábio conquistou o Campeonato Carioca.
No dia 25 de maio, numa derrota por 1–0 contra o The Strongest, da Bolívia, Fábio tornou-se o brasileiro com mais jogos na história da Copa Libertadores da América, ultrapassando o recorde que pertencia ao também goleiro Rogério Ceni.
Viveu seu melhor momento pelo clube no dia 4 de novembro, fazendo parte da equipe que conquistou o primeiro título da Libertadores da história do Fluminense. Titular durante toda a campanha, Fábio teve boa atuação na final contra o Boca Juniors, no Maracanã, e viu o Flu vencer por 2–1 diante da sua torcida. Também entrou para a história ao se tornar o goleiro mais velho a conquistar a competição, aos 43 anos.
Em fevereiro de 2024, Fábio foi titular nos dois jogos que garantiram o título da Recopa Sul-Americana. Em 2024 assumiu a 7ª colocação de goleiro com mais defesas de pênaltis, posto igualado por Tiago Volpi em 2025.
No dia 19 de agosto de 2025, ao entrar em campo contra o América de Cali, em partida válida pela Copa Sul-Americana, no Maracanã, Fábio chegou a 1.391 partidas oficiais e se isolou como o atleta com mais jogos disputados na história do futebol — superando o inglês Peter Shilton, antes detentor isolado da marca.

## Seleção Nacional

### Sub-17
Fábio foi o goleiro titular da campanha vitoriosa da Seleção Brasileira Sub-17 no Campeonato Mundial de 1997, fazendo pelo menos duas defesas para segurar a Seleção Ganesa na final.

### Sub-20
Dois anos depois, foi titular da Seleção Brasileira Sub-20 na Copa do Mundo FIFA Sub-20 de 1999, em que o Brasil foi eliminado nas quartas de final pelo Uruguai.

### Principal
Integrou os elencos da Seleção Brasileira na Copa das Confederações de 2003 e na Copa América de 2004, a segunda vencida pelo Brasil.
Após um período longe, o goleiro retornou somente em 11 de maio de 2011, sendo convocado por Mano Menezes para alguns amistosos. No entanto, jamais realizou uma partida pela Seleção principal.

## Estatísticas
Atualizadas até 09 de junho de 2025

### Clubes
| Clube               | Temporada           | Campeonato nacional | Campeonato nacional | Copa nacional[a] | Copa nacional[a] | Competições continentais[b] | Competições continentais[b] | Outros torneios[c] | Outros torneios[c] | Total | Total         |
| Clube               | Temporada           | Jogos               | Gols sofridos       | Jogos            | Gols sofridos    | Jogos                       | Gols sofridos               | Jogos              | Gols sofridos      | Jogos | Gols sofridos |
| ------------------- | ------------------- | ------------------- | ------------------- | ---------------- | ---------------- | --------------------------- | --------------------------- | ------------------ | ------------------ | ----- | ------------- |
| Vasco da Gama       | 2000                | 3                   | 1                   | —                | —                | —                           | —                           | —                  | —                  | 3     | 1             |
| Vasco da Gama       | 2001                | 2                   | 1                   | —                | —                | 3                           | 5                           | 6                  | 5                  | 11    | 11            |
| Vasco da Gama       | 2002                | 21                  | 32                  | 3                | 3                | —                           | —                           | 3                  | 6                  | 27    | 41            |
| Vasco da Gama       | 2003                | 44                  | 67                  | 7                | 5                | 2                           | 3                           | 15                 | 14                 | 68    | 89            |
| Vasco da Gama       | 2004                | 19                  | 27                  | 4                | 4                | —                           | —                           | 16                 | 15                 | 39    | 46            |
| Total no Vasco      | Total no Vasco      | 89                  | 128                 | 14               | 9[e]             | 5[e]                        | 8                           | 42                 | 64                 | 150   | 181           |
| Cruzeiro            | 2005                | 40                  | 66                  | 9                | 9                | 3                           | 2                           | 17[d]              | 12[d]              | 69    | 90            |
| Cruzeiro            | 2006                | 36                  | 41                  | 6                | 6                | 1                           | 0                           | 16                 | 8                  | 59    | 55            |
| Cruzeiro            | 2007                | 28                  | 36                  | 6                | 3                | 2                           | 2                           | 13                 | 20                 | 49    | 61            |
| Cruzeiro            | 2008                | 38                  | 44                  | —                | —                | 10                          | 14                          | 14                 | 13                 | 62    | 71            |
| Cruzeiro            | 2009                | 34                  | 46                  | —                | —                | 14                          | 12                          | 16                 | 14                 | 64    | 72            |
| Cruzeiro            | 2010                | 36                  | 34                  | —                | —                | 12                          | 12                          | 13                 | 14                 | 61    | 60            |
| Cruzeiro            | 2011                | 34                  | 43                  | —                | —                | 8                           | 4                           | 15                 | 11                 | 56    | 57            |
| Cruzeiro            | 2012                | 37                  | 51                  | 5                | 5                | —                           | —                           | 12                 | 12                 | 54    | 68            |
| Cruzeiro            | 2013                | 36                  | 34                  | 7                | 3                | —                           | —                           | 16                 | 15                 | 59    | 52            |
| Cruzeiro            | 2014                | 36                  | 36                  | 8                | 10               | 10                          | 10                          | 17                 | 8                  | 71    | 64            |
| Cruzeiro            | 2015                | 36                  | 32                  | 2                | 5                | 10                          | 7                           | 13                 | 12                 | 61    | 56            |
| Cruzeiro            | 2016                | 19                  | 33                  | 5                | 4                | —                           | —                           | 15                 | 11                 | 39    | 48            |
| Cruzeiro            | 2017                | 32                  | 31                  | 7                | 6                | —                           | —                           | 1                  | 0                  | 40    | 37            |
| Cruzeiro            | 2018                | 30                  | 27                  | 8                | 6                | 9                           | 5                           | 15                 | 8                  | 61    | 44            |
| Cruzeiro            | 2019                | 35                  | 40                  | 6                | 9                | 8                           | 2                           | 15                 | 9                  | 64    | 60            |
| Cruzeiro            | 2020                | 36                  | 30                  | 4                | 6                | —                           | —                           | 11                 | 10                 | 51    | 46            |
| Cruzeiro            | 2021                | 37                  | 38                  | 4                | 2                | —                           | —                           | 13                 | 9                  | 54    | 49            |
| Total no Cruzeiro   | Total no Cruzeiro   | 540                 | 626                 | 77               | 74               | 87                          | 70                          | 232                | 186                | 936   | 956           |
| Fluminense          | 2022                | 38                  | 41                  | 8                | 10               | 10                          | 9                           | 5                  | 1                  | 61    | 61            |
| Fluminense          | 2023                | 35                  | 41                  | 4                | 2                | 15                          | 16                          | 13                 | 8                  | 67    | 67            |
| Fluminense          | 2024                | 37                  | 37                  | 4                | 5                | 12                          | 11                          | 6                  | 5                  | 59    | 58            |
| Fluminense          | 2025                | 11                  | 12                  | 4                | 2                | 4                           | 0                           | 12                 | 9                  | 31    | 23            |
| Total no Fluminense | Total no Fluminense | 121                 | 131                 | 20               | 19               | 41                          | 26                          | 36                 | 26                 | 218   | 231           |

- a. ^ Incluindo jogos da Copa do Brasil
- b. ^ Incluindo jogos da Copa Libertadores da América, Copa Sul-Americana e Copa Mercosul
- c. ^ Incluindo jogos do Campeonato Mineiro, Campeonato Carioca, Torneio Rio-São Paulo, Copa dos Campeões, Primeira Liga, Torneio Verão e amistosos
- d. ^ Incluindo 15 jogos do Campeonato Mineiro de Futebol de 2005 (10 gols) e dois jogos anulados do Brasileiro por causa da Máfia do Apito (dois gols)
- e. ^ Número incerto

## Pênaltis defendidos
| Número | Batedor                | Adversário       | Competição                              | Ref.    |
| ------ | ---------------------- | ---------------- | --------------------------------------- | ------- |
| 1      | Sandro                 | Paraná           | Campeonato Brasileiro de 2005           | [ 74 ]  |
| 2      | Diego Marangon         | Nacional-AM      | Copa do Brasil de 2006                  | [ 75 ]  |
| 3      | Nilmar                 | Internacional    | Campeonato Brasileiro de 2008           | [ 76 ]  |
| 4      | Sergio Blanco          | Nacional-URU     | Torneio de Verão de 2009                | [ 77 ]  |
| 5      | Juan                   | Flamengo         | Campeonato Brasileiro de 2009           | [ 78 ]  |
| 6      | Ronaldo                | Corinthians      | Campeonato Brasileiro de 2009           | [ 79 ]  |
| 7 e 8  | Thiago Pereira         | Caldense         | Campeonato Mineiro de 2010              | [ 80 ]  |
| 9      | Renato Cajá            | Botafogo         | Campeonato Brasileiro de 2010           | [ 81 ]  |
| 10     | Bruno César            | Corinthians      | Campeonato Brasileiro de 2010           | [ 82 ]  |
| 11     | Wílder Medina          | Tolima           | Copa Libertadores da América de 2011    | [ 83 ]  |
| 12     | Luís Fabiano           | São Paulo        | Campeonato Brasileiro de 2011           | [ 84 ]  |
| 13     | Fábio Júnior           | América-MG       | Campeonato Mineiro de 2012              | [ 85 ]  |
| 14     | Luís Fabiano           | São Paulo        | Campeonato Brasileiro de 2012           | [ 86 ]  |
| 15     | Ronaldinho Gaúcho      | Atlético Mineiro | Campeonato Brasileiro de 2012           | [ 87 ]  |
| 16     | Fred                   | Fluminense       | Campeonato Brasileiro de 2013           | [ 88 ]  |
| 17     | Lucão                  | São Paulo        | Copa Libertadores da América de 2015    | [ 89 ]  |
| 18     | Luís Fabiano           | São Paulo        | Copa Libertadores da América de 2015    | [ 90 ]  |
| 19     | Diego Renan            | Vitória          | Copa do Brasil de 2016                  | [ 91 ]  |
| 20     | Luan                   | Grêmio           | Copa do Brasil de 2017                  | [ 92 ]  |
| 21     | Diego                  | Flamengo         | Copa do Brasil de 2017                  | [ 52 ]  |
| 22     | Bruno Henrique         | Santos           | Copa do Brasil de 2018                  | [ 93 ]  |
| 23     | Rodrygo                | Santos           | Copa do Brasil de 2018                  | [ 93 ]  |
| 24     | Jean Mota              | Santos           | Copa do Brasil de 2018                  | [ 93 ]  |
| 25     | Luan                   | Grêmio           | Campeonato Brasileiro de 2018           | [ 94 ]  |
| 26     | Ricardo Bueno          | Ceará            | Campeonato Brasileiro de 2019           | [ 95 ]  |
| 27     | João Pedro             | Fluminense       | Copa do Brasil de 2019                  | [ 96 ]  |
| 28     | Yago Pikachu           | Vasco da Gama    | Campeonato Brasileiro de 2019           | [ 97 ]  |
| 29     | Diogo Peixoto          | Uberlândia       | Campeonato Mineiro de 2020              | [ 98 ]  |
| 30     | Yuri Almeida           | Boa Esporte      | Copa do Brasil de 2020                  | [ 99 ]  |
| 31     | Renato Cajá            | Juventude        | Campeonato Brasileiro de 2020 - Série B | [ 100 ] |
| 32     | Paulinho Dias          | Tombense         | Campeonato Mineiro de 2021              | [ 101 ] |
| 33     | Guilherme Lucena       | Juazeirense      | Copa do Brasil de 2021                  | [ 102 ] |
| 34     | Léo Gamalho            | Coritiba         | Campeonato Brasileiro de 2021 - Série B | [ 103 ] |
| 35     | David Macalister Silva | Millonarios      | Copa Libertadores da America de 2022    | [ 104 ] |
| 36     | Nathan                 | Grêmio           | Copa Libertadores da América de 2024    | [ 105 ] |
| 37     | Franco Cristaldo       | Grêmio           | Copa Libertadores da América de 2024    | [ 105 ] |
| 38     | Hulk                   | Atlético Mineiro | Copa Libertadores da América de 2024    | [ 106 ] |
| 39     | Luciano                | São Paulo        | Campeonato Brasileiro de 2025           | [ 107 ] |

## Títulos
Atlético Paranaense[carece de fontes?]
- Campeonato Paranaense: 1998

Vasco da Gama[carece de fontes?]
- Copa Mercosul: 2000
- Campeonato Brasileiro: 2000
- Campeonato Carioca: 2003

Cruzeiro[carece de fontes?]
- Copa do Brasil: 2000, 2017 e 2018
- Campeonato Mineiro: 2006, 2008, 2009, 2011, 2014, 2018 e 2019
- Campeonato Brasileiro: 2013 e 2014

Fluminense[carece de fontes?]
- Taça Guanabara: 2022 e 2023
- Campeonato Carioca: 2022 e 2023
- Copa Libertadores da América: 2023
- Recopa Sul-Americana: 2024

Seleção Brasileira[carece de fontes?]
- Campeonato Sul-Americano Sub-17: 1997
- Copa do Mundo FIFA Sub-17: 1997
- Copa América: 2004

### Prêmios individuais
- Troféu Globo Minas de Melhor Goleiro do Campeonato Mineiro: 2006, 2008, 2009, 2010, 2011, 2013, 2018, 2019 e 2021[carece de fontes?]
- Troféu Guará de Melhor Goleiro do ano: 2006, 2008, 2009, 2010, 2011, 2012, 2017 e 2018[carece de fontes?]
- Troféu Telê Santana de Melhor Goleiro do ano: 2006, 2008, 2009, 2010, 2011, 2012, 2013, 2014, 2015, 2017, 2018,[108] 2019 e 2020
- Troféu Telê Santana de Melhor Jogador do ano: 2006, 2008, 2010 e 2013[carece de fontes?]
- Troféu Telê Santana de Fair Play: 2007[carece de fontes?]
- Prêmio Seleção Mineira do Século XXI - Rádio CBN 106.1: 2010[carece de fontes?]
- Prêmio Craque do Brasileirão de Melhor Goleiro do Campeonato Brasileiro: 2010[8] e 2013[carece de fontes?]
- Bola de Prata da Revista Placar de Melhor Goleiro do Campeonato Brasileiro: 2010 e 2013[109]
- Troféu Telê Santana Bolsa de Craques de Melhor Jogador do ano: 2014[carece de fontes?]
- Troféu Telê Santana de Destaque Especial: 2016[carece de fontes?]
- Luva de Ouro da Copa do Brasil: 2019[carece de fontes?]
- Troféu Globo Minas de Craque do Campeonato Mineiro: 2021[carece de fontes?]
- Seleção do Campeonato Carioca: 2023[carece de fontes?]

### Demais reconhecimentos
- Presente na Calçada da Fama do Mineirão com suas mãos gravadas: 2010[carece de fontes?]
- Eleito pela Fox Sports o melhor goleiro do futebol brasileiro na década (2011–20)[110]
- Eleito pelo portal ge o melhor goleiro da história do Cruzeiro (1921–2021)
- Eleito pelo portal UAI o melhor jogador do Cruzeiro na década (2011–20)[111]
- Eleito pelo portal UAI o melhor jogador do futebol mineiro na década (2011–20)[carece de fontes?]
- Eleito pela ESPN o melhor jogador do Cruzeiro na década (2011–20)[carece de fontes?]

### Recordes
- Jogador com mais partidas na história do futebol (1997-presente): 1.391 partidas[10]
- Jogador com mais partidas na história do Cruzeiro (2000; 2005–2021): 976 partidas[carece de fontes?]
- Jogador brasileiro com mais partidas na história da Copa Libertadores da América (2001–presente): 100 partidas[112]
- 4º jogador com mais partidas na história de um clube brasileiro (2000; 2005–2021): 976 partidas[carece de fontes?]
- 4º jogador com mais títulos oficiais na história do Cruzeiro (2000; 2005–2021): 12 taças[carece de fontes?]
- Recordista de atuações em clássicos Cruzeiro x Atlético/MG (2000; 2005–2021): 65 partidas[113]
- 2º jogador com mais partidas na história do Campeonato Brasileiro (2000–presente): 596 partidas[carece de fontes?]
- Goleiro com mais partidas sem sofrer gols na história do Campeonato Brasileiro de pontos corridos (2003–presente): 170 partidas[carece de fontes?]
- Jogador com mais partidas na história da Copa do Brasil (2000–presente): 91 partidas[carece de fontes?]
- Segundo goleiro com mais partidas sem sofrer gols na história do futebol mundial [114].